# (7757) Kameya
(7757) Kameya – planetoida z pasa głównego asteroid okrążająca Słońce w ciągu 3,48 lat w średniej odległości 2,29 j.a. Odkryła ją 22 maja 1990 roku Eleanor Helin w Obserwatorium Palomar. Nazwa planetoidy pochodzi od Osamu Kameya (ur. 1956) – radioastronoma z National Astronomical Observatory of Japan.